# Бонсуар
«Бонсуар» (фр. Bonsoir, или «Здравствуй») — французская кинокомедия 1994 года, снятая режиссёром Жан-Пьер Моки. Музыку к фильму написал Владимир Косма.

## Сюжет
Алекс Понтен (Мишель Серро) работал в одном английском магазине, расположенном на центральной парижской улице, но год назад он был уволен. Из-за таких превратностей судьбы Алексу сейчас негде жить. Тогда он решает разыскать себе новое место обитания, где он смог бы спать каждую ночь, а также как-нибудь скрасить своё одиночество.
Алекс поочерёдно знакомится с несколькими парижанками, и наконец-то встречает прелестную Каролину Винберг (Клод Жад), которая оказывается лесбиянкой, она влюблена в Глорию (Корин ле Пулен), милую мещанку. Алекс устраивается у Каролины и даже оказывает ей помощь в сохранении её имущества и получении наследства.
Когда приезжают добродетельная сестра Каролины Катрин (Лоренс Винсендон) вместе со своей тётей Амели (Моника Дарпи), Алекс гуляет по дому голышом, чтобы убедить приехавших родственников, что он любовник Каролины, а Глория — всего лишь её секретарша.
Также на сцене появляется и комиссар Брюно (Жан Клод Дрейфус), который подозревает Алекса в нескольких кражах и преследует его, чтобы захватить врасплох на месте преступления.

## В ролях
| В ролях            |  | Персонаж           |
| ------------------ |  | ------------------ |
| Мишель Серро       |  | Алекс Понтен       |
| Клод Жад           |  | Каролина Винберг   |
| Корин Ле Пулен     |  | Глория             |
| Мари-Кристин Барро |  | Мари Вилеска       |
| Жан-Клод Дрейфус   |  | Инспектор Брюно    |
| Жан-Пьер Биссон    |  | Марсель Дюмон      |
| Маайке Йенсен      |  | Ивонн Дюмон        |
| Лора Грандт        |  | Грета              |
| Катрин Муше        |  | Евгения            |
| Серж Рябукин       |  | Бонфис             |
| Лоуренс Винсендон  |  | Катрин Винберг     |
| Моник Дарпи        |  | тетя Амели Винберг |
| Доминик Зарди      |  | Соседка Кэролин    |